# Amstel Gold Race 2022
De wielerwedstrijd Amstel Gold Race werd in 2022 verreden op zondag 10 april. De wedstrijd voor de mannen, de 56e editie, maakte deel uit van de UCI World Tour van dit seizoen en die voor de vrouwen, de achtste editie, van de UCI Women's World Tour van dit seizoen. De wedstrijd zou normaal gezien een week later plaatsvinden, maar ruilde met Parijs-Roubaix omdat op 10 april de Franse presidentsverkiezingen plaatsvonden en de Franse wedstrijd op zoek moest naar een andere datum.

## Mannen
De winnaar bij de mannen in 2021, de Belg Wout van Aert, deed niet mee vanwege een positieve coronatest. Hij werd opgevolgd door de Pool Michał Kwiatkowski die de beste was in een sprint van twee met Benoît Cosnefroy.

### Heuvels
De editie van 2022 ging vanaf de start in Maastricht via 33 hellingen naar Vilt bij Berg en Terblijt. Het was de 5e keer dat de Cauberg niet als laatste beklimming werd aangedaan. Het was voor het eerst dat bij de 2e keer Gulperberg, dit vanuit de andere richting werd beklommen. Dit keer vanuit Gulpen in plaats vanuit Partij. Dit gebeurde op aanraden van renner Philippe Gilbert, die dit koersdirecteur Leo van Vliet tipte. Hiermee ging men op kleinere wegen naar de beklimming van de Kruisberg. En is er een veiligere doorkomst door Wahlwiller.
| 1 Slingerberg 2 Adsteeg 3 Lange Raarberg 4 Bergseweg 5 Sibbergrubbe 6 Cauberg 7 Geulhemmerberg 8 Wolfsberg 9 Loorberg 10 Schweibergerweg 11 Camerig 12 Drielandenpunt 13 Gemmenich 14 Vijlenerbos 15 Eperheide 16 Gulpenerberg (vanaf Partij) 17 Plettenberg | 18 Eyserweg 19 St. Remigiusstraat 20 Vrakelberg 21 Sibbergrubbe (2e maal) 22 Cauberg (2e maal) 23 Geulhemmerberg (2e maal) 24 Bemelerberg 25 Loorberg (2e maal) 26 Gulperberg (vanaf Gulpen) 27 Kruisberg 28 Eyserbosweg 29 Fromberg 30 Keutenberg 31 Cauberg (3e maal) 32 Geulhemmerberg (3e maal) 33 Bemelerberg (2e maal) |

### Deelnemers
Per team mochten zeven renners worden opgesteld, wat het totaal aantal deelnemers op 175 bracht.

### Uitslag
| Plaats  | Naam                 | Ploeg                   | Tijd     |
| ------- | -------------------- | ----------------------- | -------- |
| Winnaar | Michał Kwiatkowski   | INEOS Grenadiers        | 6u01'19" |
| 2       | Benoît Cosnefroy     | AG2R-Citroën            | z.t.     |
| 3       | Tiesj Benoot         | Team Jumbo-Visma        | + 10"    |
| 4       | Mathieu van der Poel | Alpecin-Fenix           | + 20"    |
| 5       | Alexander Kamp       | Trek-Segafredo          | z.t.     |
| 6       | Kasper Asgreen       | Quick Step-Alpha Vinyl  | z.t.     |
| 7       | Michael Matthews     | Team BikeExchange Jayco | z.t.     |
| 8       | Stefan Küng          | Groupama-FDJ            | z.t.     |
| 9       | Marc Hirschi         | UAE Team Emirates       | z.t.     |
| 10      | Dylan Teuns          | Bahrain-Victorious      | z.t.     |
| 11      | Tom Pidcock          | INEOS Grenadiers        | z.t.     |
| 12      | Jan Tratnik          | Bahrain Victorious      | + 29"    |
| 13      | Matej Mohorič        | Bahrain Victorious      | + 1'42"  |
| 14      | Valentin Madouas     | Groupama-FDJ            | + 1'43"  |
| 15      | Michael Valgren      | EF Education-EasyPost   | z.t.     |
| 16      | Jakob Fuglsang       | Israel-Premier Tech     | z.t.     |
| 17      | Matteo Trentin       | UAE Team Emirates       | + 1'50"  |
| 18      | Quentin Pacher       | Groupama-FDJ            | z.t.     |
| 19      | Alex Aranburu        | Movistar Team           | z.t.     |
| 20      | Tim Wellens          | Lotto Soudal            | z.t.     |

## Vrouwen
Bij de vrouwen was Marianne Vos titelverdedigster, maar zij deed niet mee om zich optimaal voor te bereiden op Parijs-Roubaix. Zij werd opgevolgd door de Italiaanse Marta Cavalli; zij reed weg na de laatste beklimming van de Cauberg uit een groep van zeven.

### Heuvels
Na een lus ten noorden en oosten van Valkenburg, met o.a. de Eyserbosweg en Keutenberg, beklommen de vrouwen de Cauberg, waarna ze drie lokale rondes reden met telkens de Geulhemmerberg, Bemelerberg en Cauberg.
| 1 Slingerberg 2 Adsteeg 3 Lange Raarberg 4 Bergseweg 5 Zwarte Brugweg (achterkant Kruisberg) 6 Plettenberg 7 Eyserbosweg 8 Fromberg 9 Keutenberg | 10 Cauberg 11 Geulhemmerberg 12 Bemelerberg 13 Cauberg (2e maal) 14 Geulhemmerberg (2e maal) 15 Bemelerberg (2e maal) 16 Cauberg (3e maal) 17 Geulhemmerberg (3e maal) 18 Bemelerberg (3e maal) 19 Cauberg (4e maal) |

### Deelnemende ploegen
| UCI World Tour teams | UCI World Tour teams                                                                              | UCI Continental teams | UCI Continental teams                                                                      |
| --- | ------------------------------------------------------------------------------------------------- | --- | ------------------------------------------------------------------------------------------ |
| BikeExchange Jayco Canyon-SRAM DSM EF Education-TIBCO-SVB FDJ Nouvelle-Aquitaine Futuroscope Human Powered Health Jumbo-Visma | Liv Racing Xstra Movistar Roland Cogeas Edelweiss Squad SD Worx Trek-Segafredo UAE Team ADQ Uno-X | AG Insurance NXTG Andy Schleck-CP NVST-Immo Losch Bingoal Casino-Chevalmeire-Van Eyck Sport Ceratizit-WNT Grant Thornton Krush Tunap | Coop-Hitec Products Le Col-Wahoo Parkhotel Valkenburg Plantur-Pura Valcar-Travel & Service |

### Uitslag
| Plaats  | Naam                   | Ploeg                              | Tijd     |
| ------- | ---------------------- | ---------------------------------- | -------- |
| Winnaar | Marta Cavalli          | FDJ Nouvelle-Aquitaine Futuroscope | 3u17'41" |
| 2       | Demi Vollering         | Team SD Worx                       | + 4"     |
| 3       | Liane Lippert          | Team DSM                           | z.t.     |
| 4       | Annemiek van Vleuten   | Movistar Team                      | z.t.     |
| 5       | Katarzyna Niewiadoma   | Canyon-SRAM                        | z.t.     |
| 6       | Mavi García            | UAE Team ADQ                       | z.t.     |
| 7       | Ashleigh Moolman-Pasio | Team SD Worx                       | + 7"     |
| 8       | Elisa Balsamo          | Trek-Segafredo                     | + 9"     |
| 9       | Coryn Labecki          | Team Jumbo-Visma                   | z.t.     |
| 10      | Sofia Bertizzolo       | UAE Team ADQ                       | z.t.     |
| 11      | Juliette Labous        | Team DSM                           | z.t.     |
| 12      | Alexandra Manly        | BikeExchange Jayco                 | z.t.     |
| 13      | Yara Kastelijn         | Plantur-Pura                       | + 11"    |
| 14      | Riejanne Markus        | Team Jumbo-Visma                   | z.t.     |
| 15      | Erica Magnaldi         | UAE Team ADQ                       | z.t.     |
| 16      | Shirin van Anrooij     | Trek-Segafredo                     | + 19"    |
| 17      | Emma Norsgaard         | Movistar Team                      | + 29"    |
| 18      | Elizabeth Holden       | Le Col-Wahoo                       | z.t.     |
| 19      | Marlen Reusser         | Team SD Worx                       | z.t.     |
| 20      | Silke Smulders         | Liv Racing Xstra                   | z.t.     |
|         |                        |                                    |          |
| 35      | Julie Van de Velde     | Plantur-Pura                       | + 29"    |

1966 · 1967 · 1968 · 1969 · 1970 · 1971 · 1972 · 1973 · 1974 · 1975 · 1976 · 1977 · 1978 · 1979 · 1980 · 1981 · 1982 · 1983 · 1984 · 1985 · 1986 · 1987 · 1988 · 1989 · 1990 · 1991 · 1992 · 1993 · 1994 · 1995 · 1996 · 1997 · 1998 · 1999 · 2000 · 2001 · 2002 · 2003 · 2004 · 2005 · 2006 · 2007 · 2008 · 2009 · 2010 · 2011 · 2012 · 2013 · 2014 · 2015 · 2016 · 2017 · 2018 · 2019 · 2020 · 2021 · 2022 · 2023 · 2024 · 2025

Lijst van beklimmingen
Ronde van de Verenigde Arabische Emiraten ·
Omloop Het Nieuwsblad ·
Strade Bianche ·
Parijs-Nice · 
Tirreno-Adriatico · 
Milaan-San Remo ·
Ronde van Catalonië ·
Driedaagse Brugge-De Panne ·
E3 Saxo Bank Classic ·
Gent-Wevelgem ·
Dwars door Vlaanderen ·
Ronde van Vlaanderen ·
Ronde van het Baskenland ·
Amstel Gold Race ·
Parijs-Roubaix ·
Waalse Pijl ·
Luik-Bastenaken-Luik ·
Ronde van Romandië ·
Eschborn-Frankfurt ·
Ronde van Italië ·
Critérium du Dauphiné ·
Ronde van Zwitserland ·
Ronde van Frankrijk ·
Clásica San Sebastián ·
Ronde van Polen ·
BEMER Cyclassics ·
Bretagne Classic ·
Benelux Tour ·
Ronde van Spanje ·
GP van Quebec · 
GP van Montreal · 
Ronde van Lombardije ·
Ronde van Guangxi ·
Strade Bianche ·
Ronde van Drenthe ·
Trofeo Alfredo Binda-Comune di Cittiglio ·
Brugge-De Panne ·
Gent-Wevelgem ·
Ronde van Vlaanderen ·
Amstel Gold Race ·
Parijs-Roubaix ·
Waalse Pijl ·
Luik-Bastenaken-Luik ·
Itzulia Women ·
Ronde van Burgos ·
RideLondon Classic ·
The Women's Tour · 
Giro Donne · 
Tour de France Femmes ·
Postnord Vårgårda WestSweden · 
Ronde van Scandinavië ·
GP de Plouay-Bretagne ·
Simac Ladies Tour ·
Ceratizit Challenge by La Vuelta · 
Ronde van Romandië
Afgelaste wedstrijden: Cadel Evans Great Ocean Road Race · 
Tour of Chongming Island · 
Ronde van Guangxi